# Glaronisi
Die unbewohnte griechische Insel Glaronisi (griechisch Γλαρονήσι (n. sg.) oder Glaros Γλάρος) ist eine Insel der Kleinen Kykladen und gehört administrativ zum Gemeindebezirk Koufonisia der Gemeinde Naxos und Kleine Kykladen.
Die flache und nahezu vegetationslose Insel liegt etwa 1,4 km südlich von Pano Koufonisi und 600 m östlich von Kato Koufonisi. Das Eiland ist von Pano Koufonisi aus mit einem Fischerboot zu erreichen.

## Naturschutz
Glaronisi ist Teil des Natura 2000 Gebiets GR4220013 Mikres Kyklades: Irakleia, Schinoussa, Koufonisia, Keros, Antikeri kai thalassia zoni (Μικρές Κυκλάδες: από Κέρο μέχρι Ηράκλεια, Σχοινούσσα, Κουφονήσια, Κέρος, Αντικέρι και θαλάσσια ζώνη).